# Inrō
Inro (印籠, Inrō, dobesedno »škatlica za znamke«) je tradicionalna japonska škatlica/ šatulja za shranjevanje majhnih predmetov, obešena na obi (pas), ki se nosi okoli pasu, kot del kimona. Pogosto so zelo okrašeni z različnimi materiali, kot je lak, in različnimi tehnikami, kot je maki-e, in so bolj dekorativni kot drugi japonski izdelki iz laka.
Ker tradicionalna japonska obleka ni imela žepov, so predmete pogosto prenašali tako, da so jih obesili na obi v posodah, znanih kot sagemono (viseči predmet, pritrjen na pas). Večina sagemonov je bila ustvarjena za posebne vsebine, kot so tobak, pipe, pisalni čopič in črnilo, vendar je vrsta, znana kot inro, primerna za prenašanje majhnih stvari in je bila ustvarjena v obdobju Sengoku (1467–1615) kot prenosni identifikacijski pečat in posoda za zdravila za potovanja.
Sredi obdobja Edo (1603–1868) je inro postal priljubljen kot moški dodatek, bogati trgovci iz razreda čōnin in samurajev pa so zbirali inro, pogosto lepo okrašen z lakom. Ko se je tehnika razvijala od poznega obdobja Edo do obdobja Meidži (1868–1912) in se je umetniška vrednost povečala, inro niso več uporabljali kot dodatek in so ga začeli obravnavati kot umetniški predmet za zbiranje.
Izraz inro je kombinacija kandžija za in (印), ki pomeni pečat ali žig, in kandžija za rō (籠), kar pomeni »košara«.

## Opis
Inro je bil sestavljen iz niza drobnih ugnezdenih škatlic in so se najpogosteje uporabljali za prenašanje zdravil. Kup škatel drži skupaj vrvica, ki je napeta skozi vodila za vrvice navzdol po eni strani, pod dnom in navzgor po nasprotni strani. Konci vrvice so pritrjeni na necuke, nekakšno kljuko, ki jo napeljejo med krilom in hlačami in nato zataknejo čez vrh krila, da obesijo inro. Na vrvicah med inrojem in necukejem je na voljo kroglica odžime, ki drži škatle skupaj. Ta kroglica se potisne navzdol po obesnih vrvicah do vrha inroja, da drži sklad skupaj, medtem ko se inro nosi, in zdrsne navzgor do necukeja, ko je treba škatle razstaviti, da se lahko dostopa do njihove vsebine.
Inro so večinoma izdelani iz papirja, lesa, kovine ali slonovine, najpogostejši material pa je papir. Papirnati inro so izdelani z navijanjem in utrjevanjem več plasti vaši papirja z lakom; papir je bil priljubljen material za inro, saj se za razliko od lesa sčasoma ne bi popačil in počil.
Inro so običajno okrašeni z lakiranimi motivi, pri čemer so dragoceni proizvedeni v maki-e, raden, z vložkom iz slonovine in kovinske folije. Čeprav sta se odžime in necuke razvila iz večinoma dekorativne zmožnosti, je inro ohranil svojo funkcionalnost, saj se je iz strogo uporabnih predmetov razvil v predmete visoke umetnosti in izjemne izdelave. 
Nekaj časa v obdobju Edo je bil inro uporabljen tudi kot simbol moči. Danes se smejo med sumo sodniki (gjōdži) samo gjōdži višjih rangov opremiti inro.
Danes je veliko inro zbranih v Metropolitanskem muzeju umetnosti, Britanskem muzeju ter Muzeju Viktorija in Albert. Ker so bili inro priljubljeni med tujimi zbiratelji, je bilo od konca obdobja Edo do obdobja Meidži na Japonskem nekaj najkakovostnejših, vendar jih je Masajuki Murata aktivno zbiral po 21. stoletju, danes pa muzej Kijomizu Sannenzaka, ki ga upravlja, hrani veliko najkakovostnejših inro.
Danes inro izdeluje nekaj obrtnikov. Najboljša tehnika lakiranja od konca obdobja Edo do obdobja Meidži, se je skoraj izgubila v vesternizaciji japonskega načina življenja. Vendar pa je leta 1985 mojster laka Tacuo Kitamura (北村辰夫) ustanovil lasten studio Unrjuan (雲龍庵) in jih uspel poustvariti. Njegova lakirana dela so zbrana v muzeju Victoria in Albert in Muzeju sodobne umetnosti 21. stoletja v Kanazavi in so predmet zbiranja bogatašev po vsem svetu. Dandanes se inro le redkokdaj nosi kot dodatek za kimono, vendar obstajajo zbiratelji po vsem svetu.
- Inro komponente
- Inro, ki ga obesi necuke in drži skupaj z odžimejem (zapenjalom)
- Inro predalnik z motivom slapa v laku maki-e, obdobje Edo ali Meidži, 19. stoletje
- Kijomizu Sannenzaka muzej

## Galerija
- Inro z motivom žerjavov, ki stoji pod grčavim borovcem, in necukejem, ki prikazuje Minamoto no Jošicune in Benkei, obdobje Edo, 18. stoletje
- Inro z lisičjo poroko (kicune no jomeiri). Obdobje Edo, konec 18. in začetek 19. stoletja
- Inro z motivom cvetočih sliv, Hara Jōjūsai in Sakai Hōicu, obdobje Edo, začetek 19. stoletja
- Inro z zgodbo tanabata o tkalcu in pastirju, Nomura Kjūkoku, obdobje Edo, začetek 19. stoletja
- Inro s pavi in rožami, Koma Jasutada, obdobje Edo, 19. stoletje
- Inro z zakladnico (takarabune), Kadžikava Bunrjūsai, obdobje Edo, 19. stoletje
- Inro z motivom trave evlalije in jelena, z orlom necukejem, obdobje Edo, 19. stoletje
- Inro z motivom dveh jastrebov na gredi z resicami, obdobje Edo, 19. stoletje
- Inro, oblikovanje drobnih vzorcev v intarziji iz biserne matice, šola Somada, obdobje Edo, 19. stoletje
- Inro Šibata Zešina, obdobje Meiji, 19. stoletje
- Inro z riževimi klasi, Jamada Džoka, 19. stoletje
- inro Dvanajst koledarskih živali v pokrajini, 19. stoletje